# Mauro Camoranesi
Mauro Germán Camoranesi Serra (Tandil, 4 oktober 1976) is een in Argentinië geboren Italiaans voormalig betaald voetballer die bij voorkeur centraal op het middenveld speelde. Na zijn spelersloopbaan werd hij voetbaltrainer.
Camoranesi is een van origine Argentijnse middenvelder, maar hij liet zich naturaliseren tot Italiaan. Zijn grootouders komen uit Italië en zijn moeder uit Rusland. Hij speelde voor het Argentijnse Aldosivi (1996), Santos Laguna (1996-1997), Montevideo Wanderers (1997), CA Banfield (1997-1998), Cruz Azul (1998-2000), Hellas Verona (2000-2002) en vanaf 2002 voor Juventus. Hij verruilde in augustus 2010 Juventus FC voor VfB Stuttgart, waar hij tekende voor één jaar met een optie op nog een seizoen. Op 26 januari 2011 bleek dat Stuttgart het contract wilde openbreken en vertrok hij per direct uit de Duitse stad. Camoranesi keerde terug naar Argentinië en speelde de seizoenen 2011 en 2012 voor CA Lanús. Hierna kwam hij uit voor Racing Club de Avellaneda waar hij zijn carrière eind 2014 besloot.
Camoranesi speelde zijn eerste interland voor Italië op 12 februari 2003 tegen Portugal. Hij maakte deel uit van de selectie voor het WK voetbal 2006 die de wereldtitel won. Ook speelde hij op het EK 2008 en het WK 2010 in Zuid-Afrika.
Hij werd na zijn spelersloopbaan trainer en had in 2015 eerst de Mexicaanse tweedeklasser Deportivo Tepic onder zijn hoede. In december van dat jaar werd hij aangesteld als hoofdtrainer van het Argentijnse CA Tigre. Hierna trainde hij Cafetaleros de Chiapas. In januari 2020 werd hij als hoofdtrainer aangesteld bij het Sloveense NK Tabor Sežana.

## Statistieken
| seizoen | club               | land                | competitie       | duels | goals |
| ------- | ------------------ | ------------------- | ---------------- | ----- | ----- |
| 1996/97 | Santos Laguna      | Vlag van Mexico     | Primera División | 22    | 8     |
| 1997    | Santiago Wanderers | Vlag van Chili      | Primera División | 6     | 1     |
| 1997/98 | CA Banfield        | Vlag van Argentinië | Primera División | 38    | 16    |
| 1998/99 | Cruz Azul          | Vlag van Mexico     | Primera División | 40    | 18    |
| 1999/00 | CA Banfield        | Vlag van Argentinië | Primera División | 38    | 14    |
| 2000/01 | Hellas Verona      | Vlag van Italië     | Serie A          | 22    | 4     |
| 2001/02 | Hellas Verona      | Vlag van Italië     | Serie A          | 28    | 3     |
| 2002/03 | Juventus FC        | Vlag van Italië     | Serie A          | 30    | 4     |
| 2003/04 | Juventus FC        | Vlag van Italië     | Serie A          | 26    | 3     |
| 2004/05 | Juventus FC        | Vlag van Italië     | Serie A          | 36    | 4     |
| 2005/06 | Juventus FC        | Vlag van Italië     | Serie A          | 34    | 3     |
| 2006/07 | Juventus FC        | Vlag van Italië     | Serie B          | 28    | 3     |
| 2007/08 | Juventus FC        | Vlag van Italië     | Serie A          | 22    | 5     |
| 2008/09 | Juventus FC        | Vlag van Italië     | Serie A          | 19    | 1     |
| 2009/10 | Juventus FC        | Vlag van Italië     | Serie A          | 24    | 3     |
| 2010/11 | VfB Stuttgart      | Vlag van Duitsland  | Bundesliga       | 7     | 0     |
| 2011    | CA Lanús           | Vlag van Argentinië | Primera División | 17    | 0     |
| 2012    | CA Lanús           | Vlag van Argentinië | Primera División | 15    | 0     |
| 2013    | Racing Club        | Vlag van Argentinië | Primera División | 29    | 3     |
| 2014    | Racing Club        | Vlag van Argentinië | Primera División | 10    | 0     |
| Totaal  |                    |                     |                  | 485   | 74    |